# Risøysundet

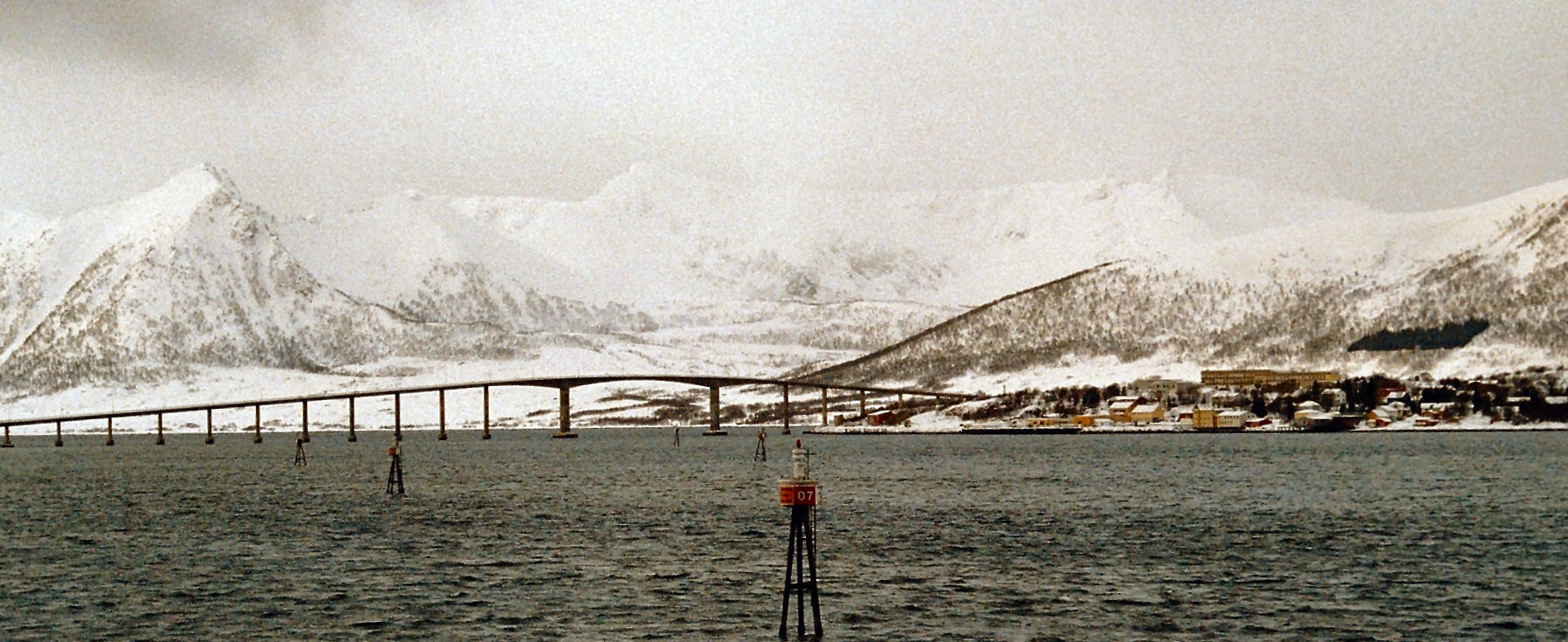
Risøysundet med bron Andøybrua.

Risøysundet är ett smalt och grunt sund i Andøy kommun i Nordland fylke i norra Norge, mellan öarna Andøya och Hinnøya. En sandbank tvärs över sundet är torr vid lägsta lågvatten. Sundet muddrades upp på 1870-talet, men blev farbart för Hurtigruten först 1922, då den 4,5 kilometer långa Risøyrenna grävdes ut. Över sundet går bron Andøybrua, över vilken norska riksväg 82 går. På Andøyasidan ligger tätorten Risøyhamn.